# Grandifoxus grandis
Grandifoxus grandis är en kräftdjursart som först beskrevs av William Stimpson 1856.  Grandifoxus grandis ingår i släktet Grandifoxus och familjen Phoxocephalidae. Inga underarter finns listade i Catalogue of Life.